# A.J. Hess
Allyn Hess, detto A.J. (Phoenix, 20 gennaio 1994), è un cestista statunitense con cittadinanza armena.